# Inverness Caledonian Thistle F.C.
Inverness Caledonian Thistle Football Club – szkocki klub piłkarski z miasta Inverness założony w 1994 roku. Obecnie występuje w rozgrywkach Scottish League One.

## Historia
Inverness Caledonian Thistle powstał w 1994 roku z połączenia dwóch klubów z miasta Inverness: Caledonian F.C. i Inverness Thistle F.C. Początkowo występujący jako Caledonian Thistle FC obecną nazwę przyjął w roku 1996.
Zespół przystąpił do krajowych rozgrywek w sezonie 1994/95, który zakończył na szóstym miejscy w Scottish Third Division. W kolejnym sezonie Inverness CT był o krok od wywalczenia awansu do wyższej klasy rozgrywkowej – na finiszu rozgrywek szkockiej czwartej ligi zajął trzecią lokatę z sześciopunktową stratą do miejsca premiowanego awansem. W roku 1997 Inverness CT wywalczył upragniony awans do Scottish Second Division, a po kolejnych dwóch latach występował już w Scottish First Division. W sezonie 2003/2004 w ostatniej kolejce zespół z Inverness wyprzedził Clyde F.C. i zajął pierwsze miejsce w tabeli, które oznaczało awans do ekstraklasy.
W pierwszym sezonie występów w Scottish Premiership Inverness Caledonian Thistle spotkania w roli gospodarza rozgrywał na Pittodrie Stadium w Aberdeen

### Sezon po sezonie
- 1994/1995 – 6. miejsce w Scottish Third Division
- 1995/1996 – 3. miejsce w Scottish Third Division
- 1996/1997 – 1. miejsce w Scottish Third Division (awans)
- 1997/1998 – 5. miejsce w Scottish Second Division
- 1998/1999 – 2. miejsce w Scottish Second Division (awans)
- 1999/2000 – 6. miejsce w Scottish First Division
- 2000/2001 – 4. miejsce w Scottish First Division
- 2001/2002 – 6. miejsce w Scottish First Division
- 2002/2003 – 4. miejsce w Scottish First Division
- 2003/2004 – 1. miejsce w Scottish First Division (awans)
- 2004/2005 – 7. miejsce w Scottish Premier League
- 2005/2006 – 8. miejsce w Scottish Premier League
- 2006/2007 – 8. miejsce w Scottish Premier League
- 2007/2008 – 9. miejsce w Scottish Premier League
- 2008/2009 – 12. miejsce w Scottish Premier League (spadek)
- 2009/2010 – 1. miejsce w Scottish First Division (awans)
- 2010/2011 – 7. miejsce w Scottish Premier League
- 2011/2012 – 10. miejsce w Scottish Premier League
- 2012/2013 – 4. miejsce w Scottish Premier League
- 2013/2014 – 5. miejsce w Scottish Premiership (nowo założona szkocka ekstraklasa)
- 2014/2015 – 3. miejsce w Scottish Premiership
- 2015/2016 – 7. miejsce w Scottish Premiership
- 2016/2017 – 12. miejsce w Scottish Premiership (spadek)
- 2017/2018 – 5. miejsce w Scottish Championship
- 2018/2019 – 3. miejsce w Scottish Championship
- 2019/2020 – 2. miejsce w Scottish Championship - liga nie została dokończona przez pandemie koronawirusa

## Skład
| Nr | Poz. | Piłkarz          |
| -- | ---- | ---------------- |
| 1  | BR   | Mark Ridgers     |
| 2  | OB   | Wallace Duffy    |
| 3  | OB   | Cameron Harper   |
| 4  | PO   | Sean Welsh       |
| 5  | OB   | Robbie Deas      |
| 6  | OB   | Danny Devine     |
| 7  | PO   | Tom Walsh        |
| 8  | PO   | David Carson     |
| 9  | NA   | Billy Mckay      |
| 10 | PO   | Aaron Doran      |
| 11 | NA   | Shane Sutherland |
| 12 | PO   | Roddy MacGregor  |

| Nr | Poz. | Piłkarz                                          |
| -- | ---- | ------------------------------------------------ |
| 14 | NA   | George Oakley                                    |
| 15 | OB   | Max Ram                                          |
| 16 | PO   | Lewis Hyde                                       |
| 17 | OB   | Daniel MacKay (Na wypożyczeniu z Hibernian F.C.) |
| 18 | PO   | Scott Allardice                                  |
| 21 | BR   | Cammy Mackay                                     |
| 22 | PO   | Nathan Shaw                                      |
| 23 | OB   | Zak Delaney                                      |
| 24 | NA   | Austin Samuels                                   |
| 30 | NA   | Steven Boyd                                      |
| 30 | OB   | Matthew Strachan                                 |
| 35 | PO   | Calum MacKay                                     |

| Nr | Poz. | Piłkarz    |
| -- | ---- | ---------- |
| 36 | PO   | Keith Bray |

## Sukcesy
- Puchar Szkocji (1): 2014/15
- Scottish League Challenge Cup (1): 2003/04;
- Finał Scottish League Challenge Cup (1): 1999/2000.
- Finał Puchar Ligi Szkockiej (1): 2013/14.

## Menedżerowie
- Siergiej Bałtacza (1994-1995)
- Steve Paterson (1995-2002)
- John Robertson (2002-2004)
- Craig Brewster (2004-2006)
- Charlie Christie (2006-2007)
- Craig Brewster (2007-2009)
- Terry Butcher (2009-2013)
- John Hughes (2013-2016)
- Richie Foran (2016-2017)
- John Robertson (2017-2021)
- Billy Dodds (2021-

## Europejskie puchary
Legenda do wszystkich tabel:
- Q – runda eliminacyjna, 1/16, 1/8, 1/4, 1/2 – odpowiednia faza rozgrywek, Grupa – runda grupowa, 1r gr – pierwsza runda grupowa, 2r gr – druga runda grupowa, F – finał, R – runda, PO – play-off
- k. – rzuty karne, los. – losowanie, Dogr. – dogrywka, w. – zasada bramek strzelonych na wyjeździe

| Sezon   | Rozgrywki   | Runda | Przeciwnik    | Dom | Wyjazd | Ogólnie |
| ------- | ----------- | ----- | ------------- | --- | ------ | ------- |
| 2015/16 | Liga Europy | 2Q    | Astra Giurgiu | 0–1 | 0–0    | 0–1     |